# Цона Чистерна (Мачерата)
Цона Чистерна је насеље у Италији у округу Мачерата, региону Марке.
Према процени из 2011. у насељу је живело 195 становника. Насеље се налази на надморској висини од 189 м.